# موی سگ (آلبوم)
موی سگ یا هیر آف د داگ  (به انگلیسی: Hair of the Dog) ششمین آلبوم استودیویی گروه موسیقی اسکاتلندی نازارث است. این آلبوم در سال ۱۹۷۵ میلادی منتشر شد و شناخته شده‌ترین اثر این گروه است. این آلبوم با فروش بیش از دو میلیون کپی در سراسر جهان، پرفروش‌ترین اثر این گروه نیز هست.